# Bachkir (cheval)
Vous lisez un « bon article » labellisé en 2024.
Pour les articles homonymes, voir Bachkir.
Le Bachkir (bachkir : Башҡорт аты, romanisé « Başqort atı » ; russe : Башкирская, romanisé « Bashkirskaya ») est une race de chevaux de steppe et de montagne rustique, originaire de la région de Bachkirie, dans l'Oural en Russie. Son origine, bien que liée à ses éleveurs Bachkirs, reste mystérieuse. Ce petit cheval est caractérisé par sa crinière et sa queue très abondantes et souvent ondulées. Il peut arborer une robe aux caractères primitifs, tels que la raie de mulet.
Il est historiquement élevé pour de nombreuses tâches de portage, de traction ou d'équitation, ainsi que pour l'armée et les malle-postes. Les juments sont traitées pour leur lait, transformé ensuite en koumis. Le Bachkir est ainsi la principale race de chevaux laitière spécialisée de la Russie moderne. Bien que ses effectifs soient nombreux, ce cheval n'est pas exporté, et reste pratiquement inconnu hors de Bachkirie.

## Dénomination
D'après l'écrivain Giacomo Giammatteo, la seule graphie juste du nom de cette race de chevaux fait appel à une initiale en lettre majuscule, dans la mesure où cette race est nommée d'après le peuple des Bachkirs.
La transcription du nom russe en caractères latins est bashkirskaya. La traduction en anglais du nom de cette race est Bashkir.

## Histoire

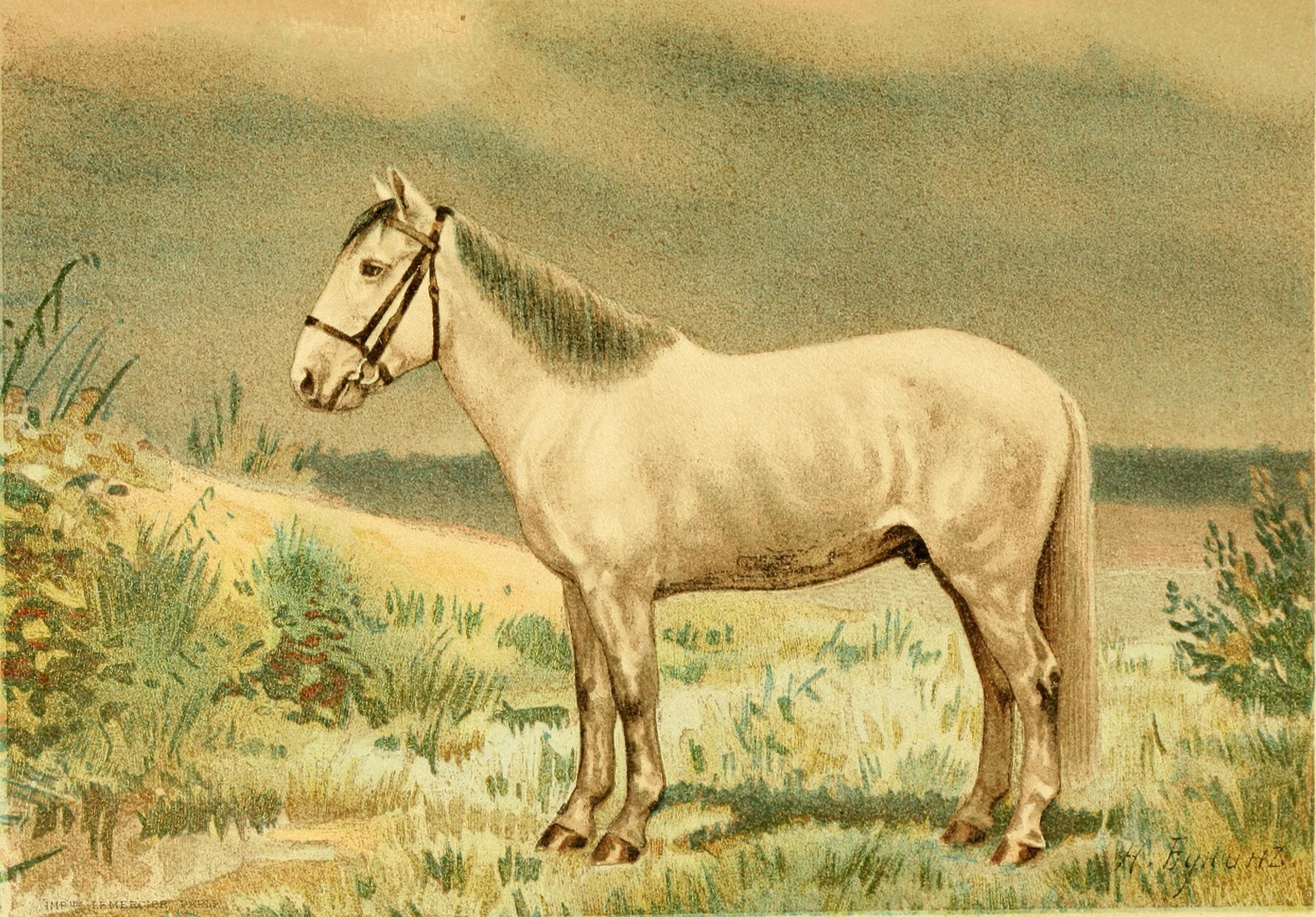
Bachkir hongre de six ans, taille 1.37 m, d'après Les races chevalines - avec une étude spéciale sur les chevaux russes (1894).

La race a été formée en Bachkirie, une république autonome faisant partie de la Russie,. Elle provient des plaines situées entre la Volga et l'Oural,. Cependant, ses origines exactes restent inconnues. Des squelettes de chevaux ont été retrouvés dans des tombes de la région voisine de Krasnodar.
Le Bachkir est élevé dans le bassin de la Belaïa et les steppes voisines. Il descend vraisemblablement de chevaux primitifs des steppes d'Asie de l'Ouest, mais des origines finnoises et mongoles sont aussi citées. Il est élevé par le peuple nomade Bachkir, arrivé depuis l'Asie à partir du VIIe siècle, historiquement en vastes tabounes. Il est vraisemblablement élevé dans cette région depuis plusieurs siècles. Les Bachkirs avaient déjà des connaissances approfondies de l'élevage chevalin lorsqu'ils ont été chassés par les Mongols.
La pauvreté et l'absence de sélection spécifique font décliner la race durant la seconde moitié du XVIIIe siècle. Une sélection est ensuite mise en place. Des haras nationaux sont établis en Bachkirie par le pouvoir russe en 1845, afin de répondre aux besoins de l'armée. Le naturaliste britannique Charles Hamilton Smith décrit en 1841 le Bashkir horse comme un cheval court et compact, à la grosse tête.

Illustrations anciennes de Bachkirs avec leurs chevaux
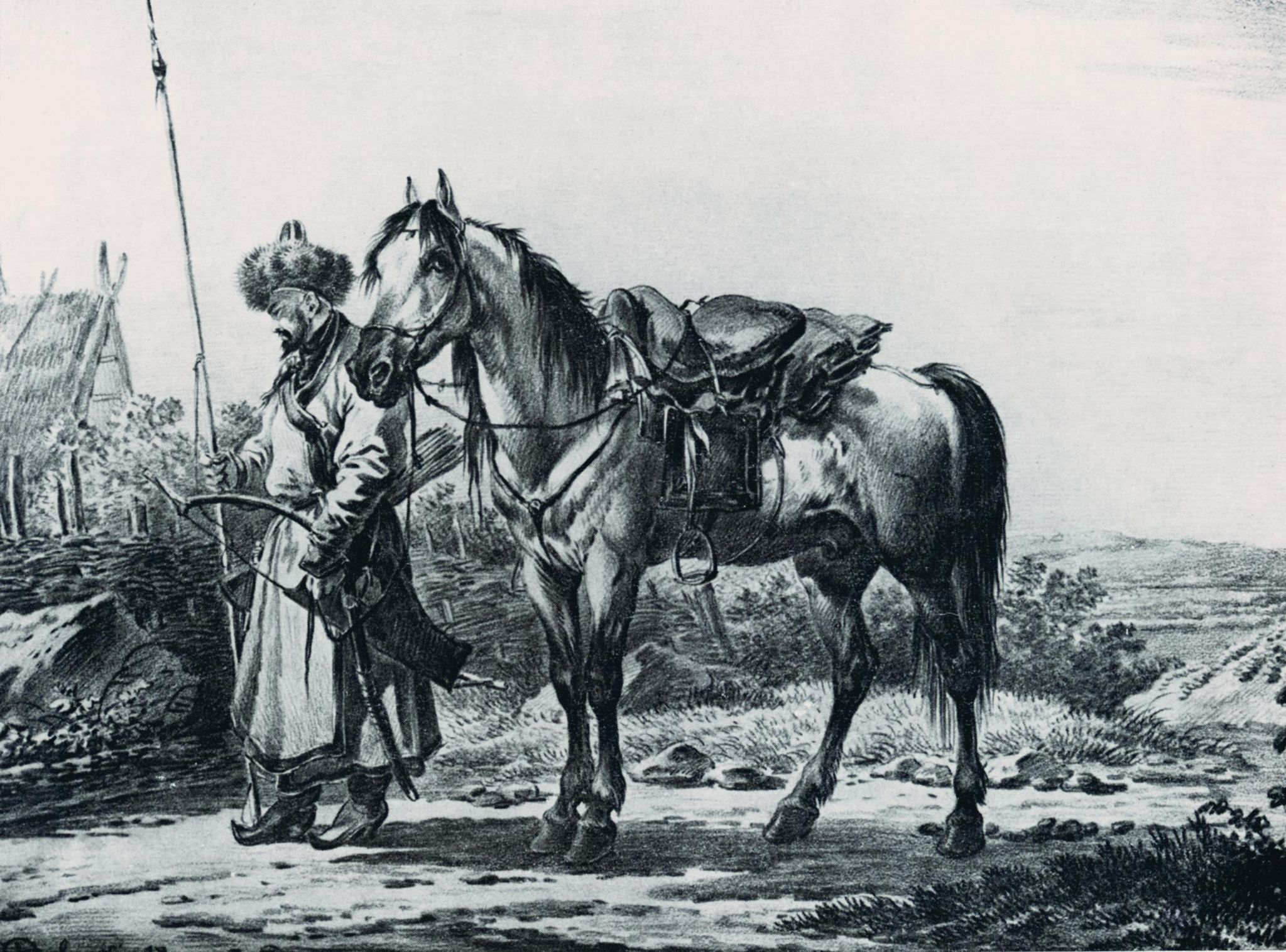
Dessin de cavalier bachkir par le peintre polonais Aleksander Orłowski (1777–1832).
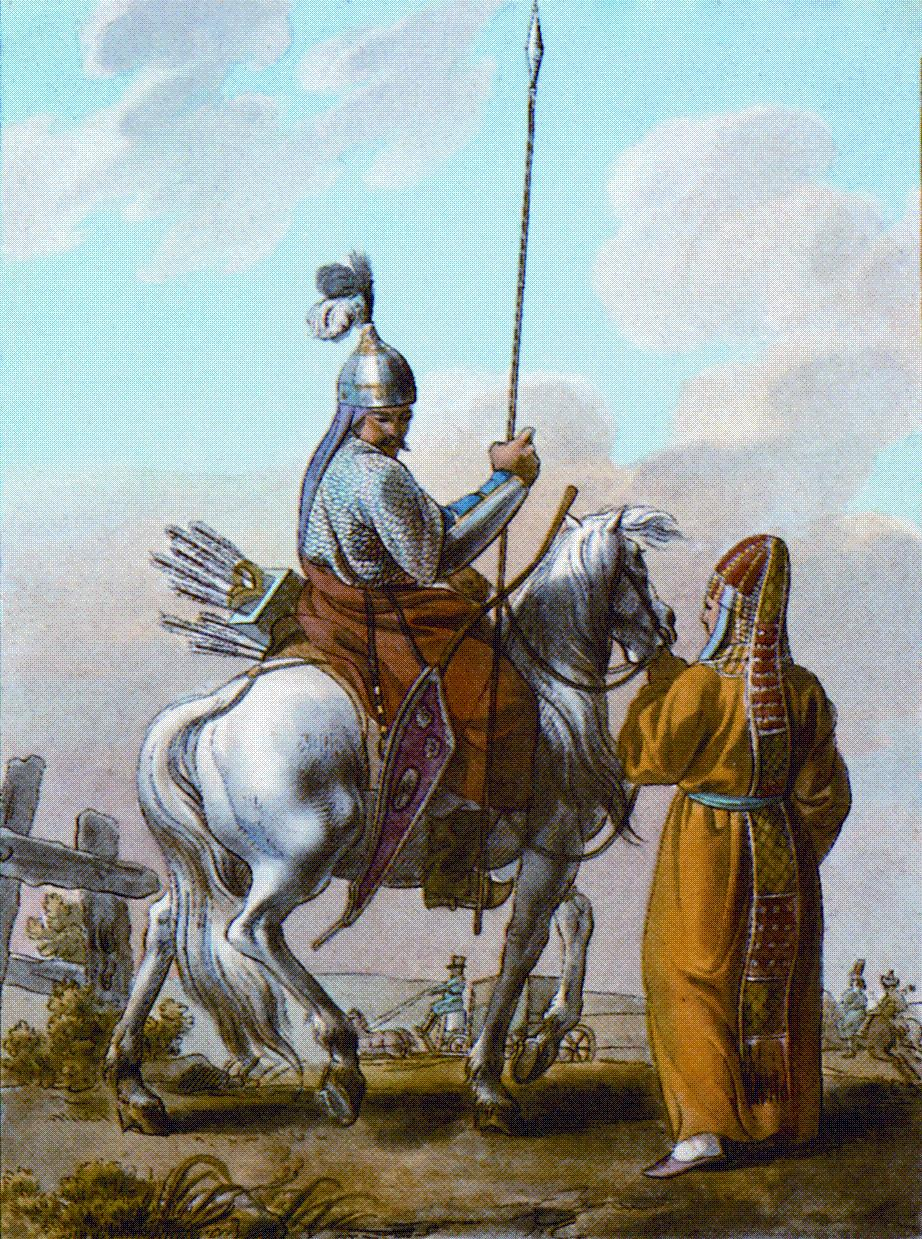
Dessin de cavalier bachkir dans Народы России, T.1 en 1812.
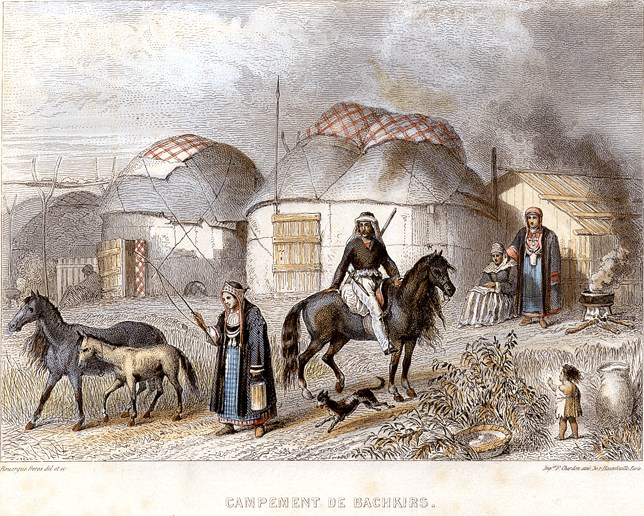
Campement de Bachkirs à Paris en 1835.
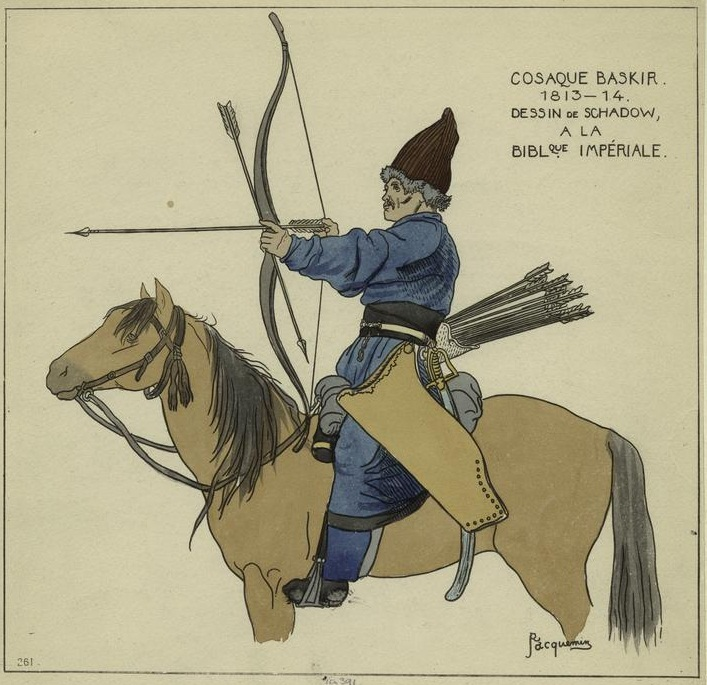
Étude de cosaque bachkir par Raphaël Jacquemin (1863-1869).

L'élevage du Bachkir décline jusqu'à la Première Guerre mondiale. Cette race décroche néanmoins une médaille de bronze grâce à un cheval exposé par le prince Galitzine de Saint-Pétersbourg à l'exposition universelle de 1867. L'élevage est réorganisé après la conférence générale zootechnique de 1926 à Moscou. Dans le Sud de la Russie, la race est alors croisée avec le cheval du Don et le Boudienny,. Ailleurs, des croisements avec des trotteurs et des chevaux de trait typés Ardennais ont eu lieu,,.
En 2003, la population recensée est de 94 470 chevaux de race Bachkir.

## Description

### Taille et poids
Le Bachkir est plutôt petit. L'autrice britannique Caroline Silver indique une taille moyenne de 1,32 m en 1979. D'après une majorité d'ouvrages, il toise de 1,34  à   1,42 m,,. Le guide Delachaux indique une taille plus élevée, soit 1,38  à   1,42 m chez les femelles et 1,42  à   1,45 m pour les mâles. Jasper Nissen cite une fourchette de 1,35  à   1,50 m, précisant que certains Bachkirs des steppes dépassaient les 1,50 m mais qu'une contre-sélection a été menée, une taille trop élevée n'étant pas souhaitable.

### Morphologie

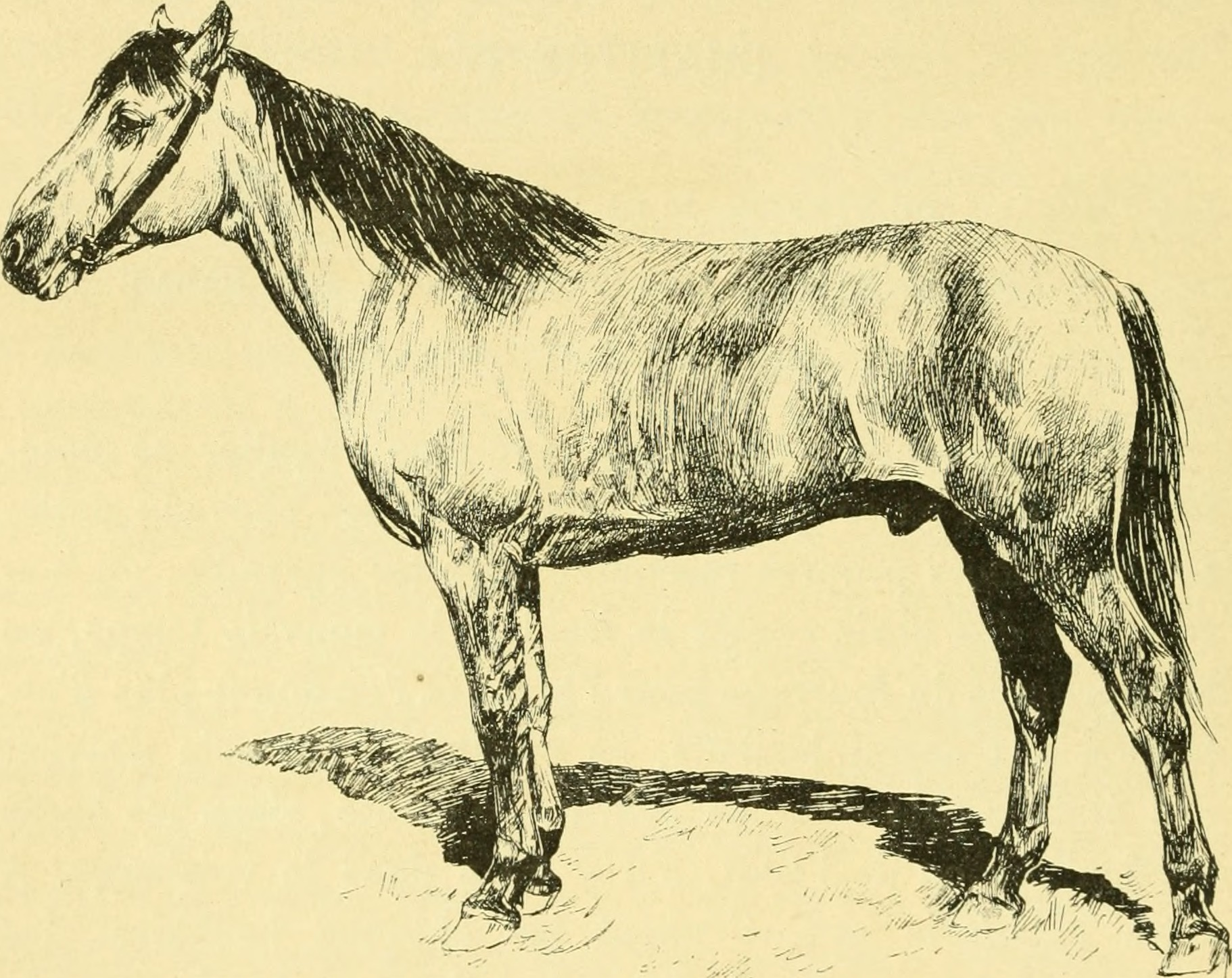
Cheval Bachkir de plaine.

La morphologie générale est médioligne. Le Bachkir est bien distinct du cheval mongol, et présente un type turc plus épais que les chevaux turcs issus de régions plus méridionales,. Il ressemble beaucoup au Kazakh, en plus grand et avec une allure générale plus distinguée. Le Bachkir dégage une impression de petit cheval épais, doté d'une forte ossature, qui le distingue du type turc classique,. Il montre en cela une certaine influence du cheval de trait.
D'après la description du comte Wrangel, il existe deux types, celui des montagnes et celui des plaines ou steppes,,,,,. Le premier provient du Nord et de l'Est de la Bachkirie, il est plus petit et plus épais que le second, lequel est plus proche du cheval des steppes et provient du Sud de sa région,. Le type des montagnes est réputé mieux adapté à la selle que celui des steppes,, qui sert historiquement à la traction des troïkas et plus largement à la traction légère,.

#### Tête
La tête est grosse,,,, large et lourde, dotée d'un profil rectiligne selon une majorité d'auteurs,,. Le journaliste équestre autrichien Martin Haller et l'Allemand Jasper Nissen décrivent la possibilité d'un profil légèrement convexe,.
Les naseaux sont petits, résultat de l'adaptation au froid. Les oreilles sont petites,,,, et portées droit.

#### Corps et membres
L'encolure est courte et épaisse,,,,,. Le garrot est relativement plat selon une majorité d'auteurs,,,, parfois légèrement saillant selon Haller, proéminent selon Silver. Le corps est petit, mais large et épais, doté d'une cage thoracique bien développée,, donnant un thorax profond et ample. Le tour de poitrine des étalons atteint ainsi 1,80 m.
L'épaule est inclinée, mais lourde et pas toujours oblique. Le dos est large et droit,, plutôt long,, parfois légèrement roué. La croupe est large et arrondie,, légèrement inclinée,, avec une queue attachée bas,,,.
Les jambes sont courtes et solides, terminées par de petits sabots très durs,,. Le paturon est court, ce qui rend les allures peu couvrantes. Le tour de canon est d'environ 20 cm. Les membres ont de légers fanons.

### Poils et crins

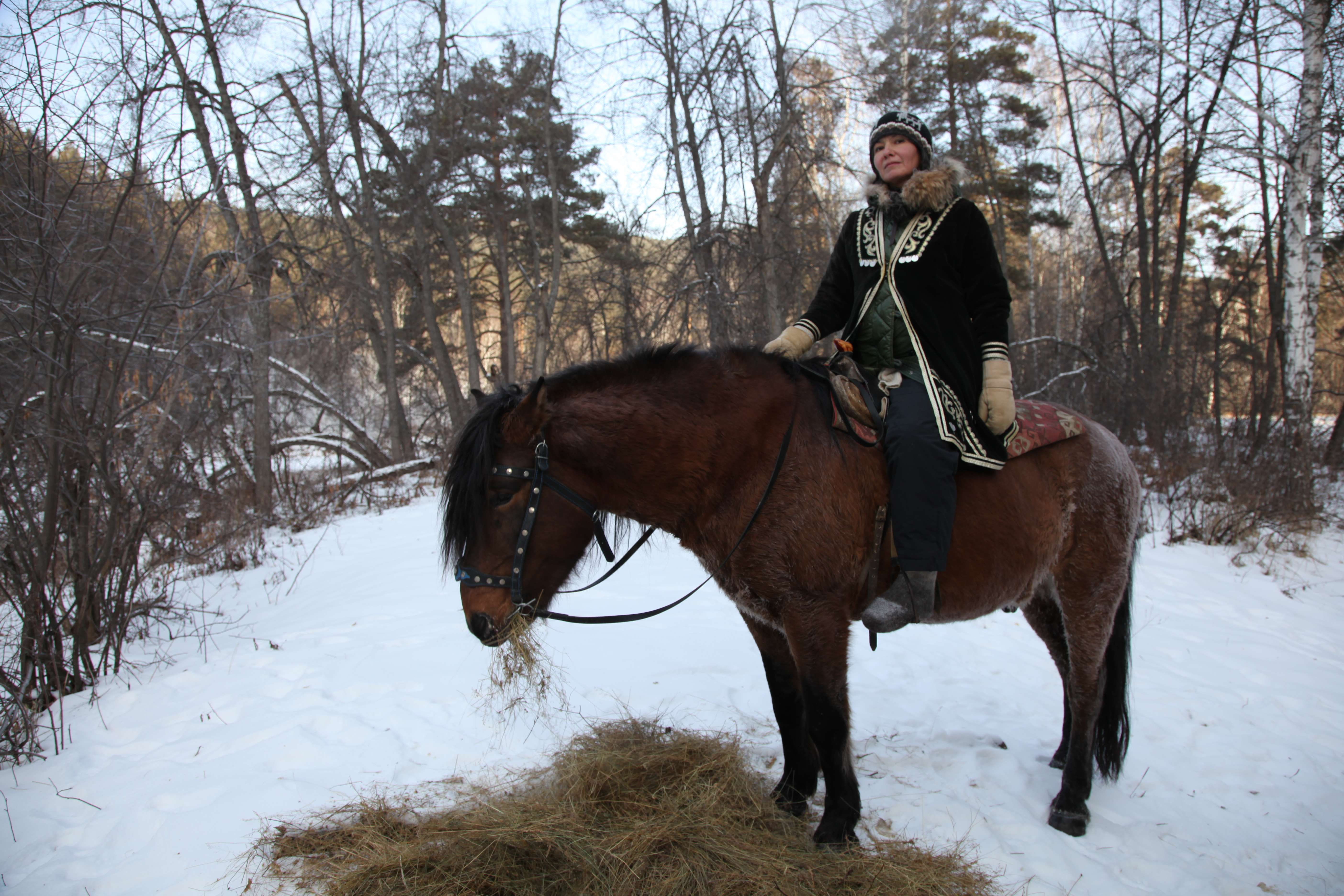
Bachkir bai monté, pendant l'hiver.

Les crins (crinière et queue) sont épais et fournis,,, souvent avec une apparence ondulée,. La crinière est particulièrement longue, avec un abondant toupet, et pousse nettement pendant l'hiver.
D'après le guide Delachaux, le Bachkir est l'un des rares chevaux à pouvoir avoir un pelage frisé, résultant de son adaptation au froid. Cette particularité n'est visible que pendant l'hiver, après que le poil ait poussé. Le pelage d'hiver particulièrement épais l'aide à supporter le froid. Le pelage d'été est court et raide. Le poil frisé est réputé pour être hypoallergénique,, mais il s'agit en réalité d'une idée reçue, aucune race de chevaux testée scientifiquement n'étant hypoallergénique,.

### Robe

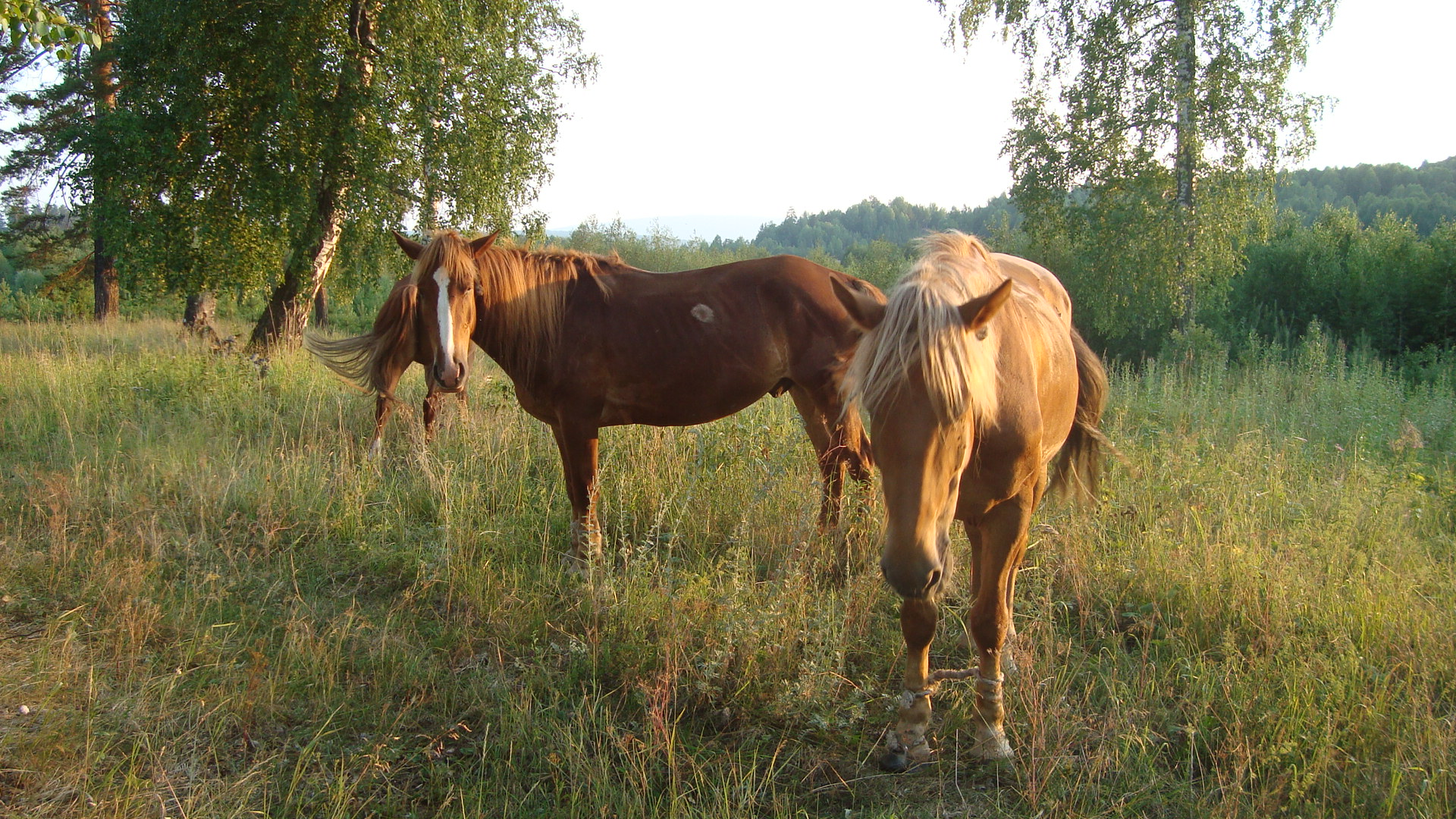
Groupe de Bachkir alezans dans l'Oural du Sud.

La robe est habituellement baie, alezane (qui sont les deux couleurs les plus fréquentes), noire, rouan, mais aussi avec gène Dun, notamment souris,, ou « isabelle » (bai dun),. Certains représentants ont une robe tachetée.
La présence d'une raie de mulet est commune.

### Tempérament et entretien

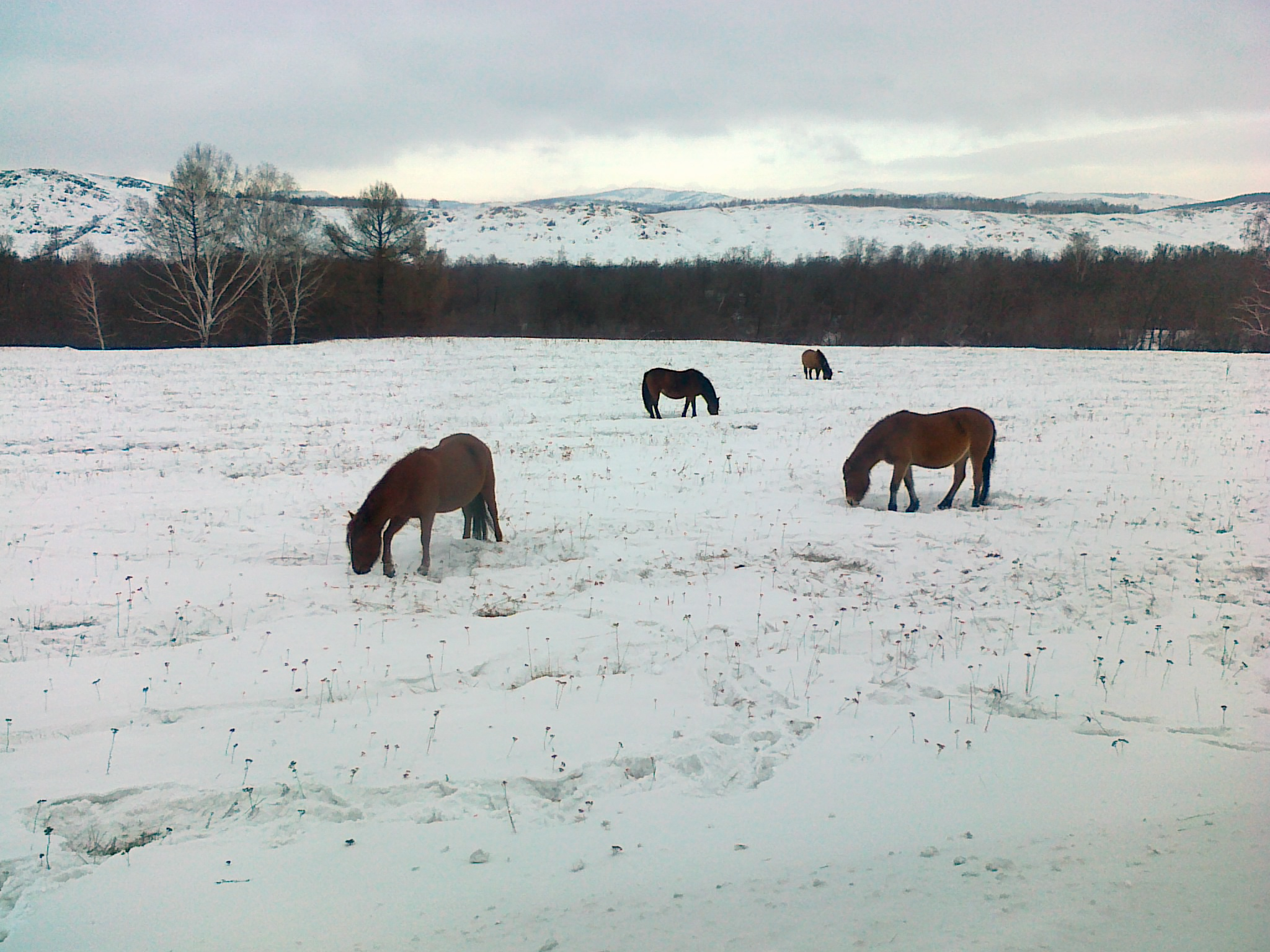
Bachkirs pendant l'hiver, dans la neige.

Le Bachkir est extrêmement résistant et endurant,. Son caractère est réputé pour son calme et sa docilité,. Il est régulièrement manipulé par des personnes âgées et des enfants.
En raison du climat de son biotope d'origine, particulièrement rude, il résiste au froid et peut chercher sa nourriture sous la neige. Il peut tolérer des températures allant jusqu'à - 40° selon Kholová et Haller,. D'après l'auteur anglais Elwyn Hartley Edwards, le Bachkir pourrait survivre par - 70°.
En décembre 2020, le cas d'une jument Bachkir qui a donné naissance à son poulain dans un champ enneigé du raïon d'Abzelilovsky (en) est relaté dans la presse.

### Allures
Certains Bachkirs sont réputés pour se déplacer à l'amble plutôt qu'au trot, particularité qui a rendu les sujets concernés historiquement très prisés. Cette allure est déployée en terrain accidenté.
Le type steppe dispose d'un excellent trot, qui a fait son succès comme cheval de troïka.
La race a fait l'objet d'une étude visant à déterminer la présence de la mutation du gène DMRT3 à l'origine des allures supplémentaire : cette étude a permis de confirmer la présence de cette mutation chez le Bachkir, à très faible taux, mais pas l'existence de chevaux ambleurs parmi la race.

### Sélection
Le Bachkir est sélectionné en race pure sur ses aptitudes laitières et son rendement en viande. Il est également sélectionné sur ses qualités de rusticité et son aptitude à trouver lui-même sa nourriture et son eau en avalant de la neige, afin de garder un élevage particulièrement économique ; l'ouvrier agricole émérite Ilshat Khamitovich Sitdikov témoigne que trois personnes suffisent pour s'occuper de 300 chevaux.

## Utilisations

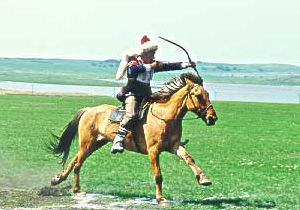
Cavalier archer de Bachkirie.

Ces chevaux sont utilisés historiquement pour une foule de tâches, sous la selle comme à la traction,, ou au bât,,. Historiquement, seuls les mâles étaient mis au travail,. Le pelage d'hiver, laineux, pouvait être récupéré pour tisser des vêtements,, des draps et du feutre,.
Le Bachkir fut longtemps le tractionneur des malle-poste de l'Empire russe tsariste, y compris en Sibérie. Deux Bachkirs sont réputés capables de tirer un traîneau sur 120 à 140 km, en 24 heures, sans prendre de nourriture,,,, ; cependant ce type de témoignage a peut-être été exagéré. Ce cheval est utilisé par les cosaques de l'Oural dans l'Armée russe en 1789 et en 1812, pendant les guerres napoléoniennes, avec le cheval du Don,.
Désormais, le Bachkir peut être monté en randonnée équestre et en course d'endurance,.

### Lait de jument

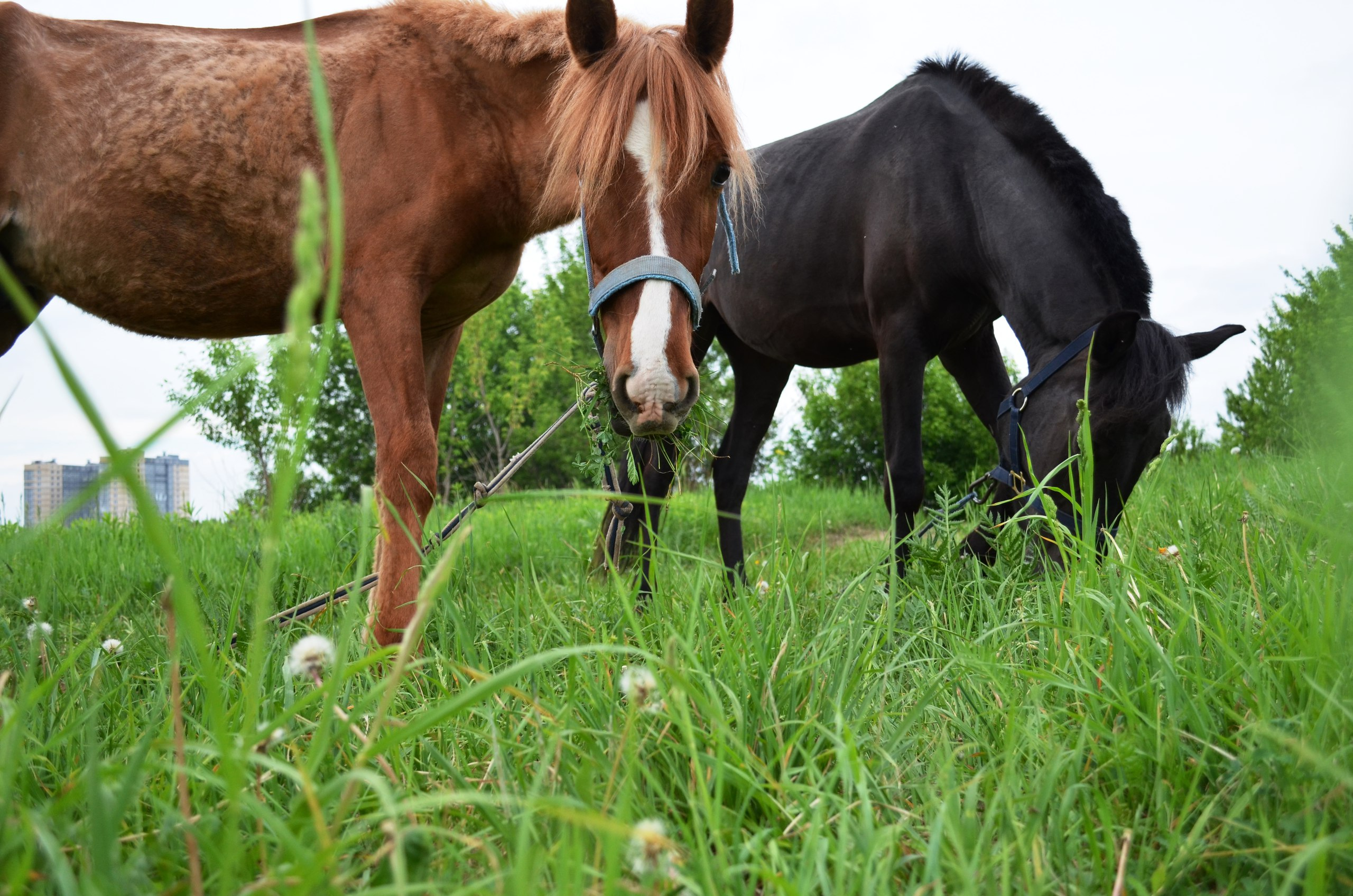
Poulains Bachkir.

Les juments sont traites pour leur lait, transformé ensuite en koumis,,,,,. Cet usage extrêmement ancien perdure en Bachkirie, car il fait partie intégrante de l'identité nationale,. Il était d'usage jadis de séparer le poulain de sa mère durant la journée afin de la traire, puis de le laisser la téter seulement la nuit ; cette pratique nuisait à la croissance des poulains,. Ce travail était alors celui des femmes, qui ne trayaient ainsi qu'un petit nombre de juments. Désormais, la production de lait est assurée dans de vastes usines et grâce à des machines spécifiques. La majorité du cheptel laitier de Bachkirie est de race Bachkir ; le koumis produit localement représente 90 % de tout le koumis commercialisé en Russie.
Une jument donne en moyenne 1 500 litres de lait par période de lactation (durant sept à huit mois), soit environ 15 litres par jour, avec un maximum pouvant atteindre les 2 000, voire 2 700 litres et plus, grâce à l'élevage sélectif mené sur les juments laitières,. Le lait du Bachkir est référencé sur la base Slow Food de l'arche du goût, qui souligne ses « qualités gustatives exceptionnelles ».

### Viande et cuir
La race est aussi élevée pour sa viande,,. Le rendement de la carcasse à l'abattage est de 50 à 54 %. Sitdikov témoigne dans la presse locale que « la viande du cheval Bachkir fond dans la bouche », et qu'il a rencontré des acheteurs venus de Rostov et de Tver spécifiquement pour goûter de la viande de Bachkir ; cependant la consommation de viande de cheval n'est pas une pratique alimentaire répandue en Russie.
Il existe enfin une industrie de transformation du cuir de cheval à Baïmak.

### Croisements
Le Bachkir est croisé avec le trait russe, le Kazakh, le Iakoute, le cheval du Don, le Pur-sang, et des trotteurs,. Le croisement Don x Bachkir donne un cheval plus grand que le Bachkir et plus massif que le Don. Cependant, le Bachkir-Don doit recevoir un complément de nourriture pour atteindre sa taille maximale. Le croisement avec le Pur-sang a été abandonné en raison de faibles capacités d'adaptation au biotope local,. Le croisement avec le trait russe visait à augmenter le rendement en viande à l'abattage.
Différentes sources anciennes indiquent que le Bachkir a peut-être été introduit en Amérique du Nord via la Sibérie durant les années 1800, cependant cette allégation est contestable. On trouve, en Amérique du Nord, une race anciennement appelée l′American Bashkir Curly, comptant environ 1 100 individus en 1992, et pour laquelle il est revendiqué une parenté avec la race russe,. Une étude publiée en 1990 conclut qu'il est « improbable » que la race américaine ait un lien de parenté avec celle de Bachkirie. Cette ancienne appellation tend donc à disparaître, l'appellation correcte de la race américaine étant « Curly »,.

## Diffusion de l'élevage

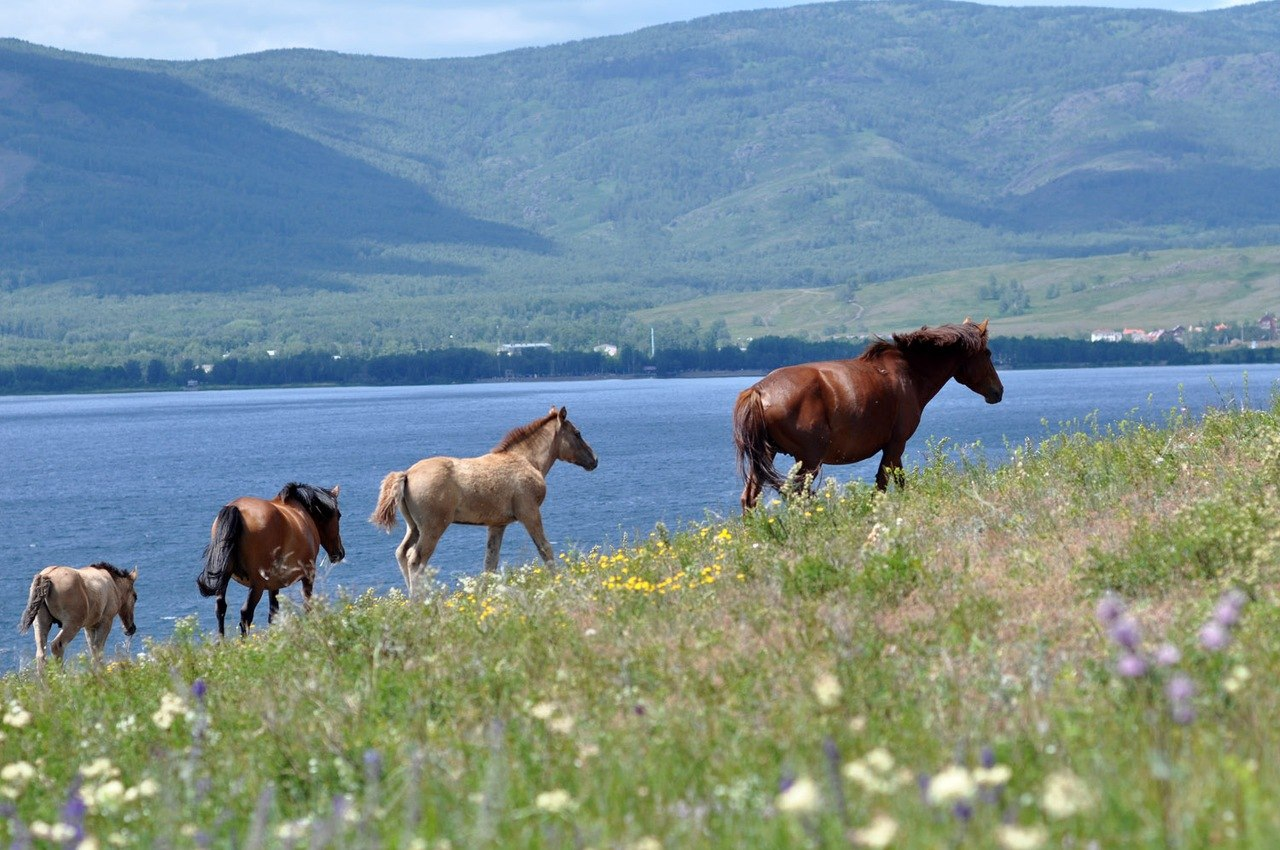
Groupe de Bachkirs près du lac Bannoïe.

La race est propre aux montagnes de l'Oural, dans la Bachkirie, incluant le Sud de l'Oural et les plaines attenantes au Sud et à l'Ouest. Elle est particulièrement présente dans la région d'Oufa,. Il existe aussi une ferme expérimentale dans la région de Baïmak, qui vend de la semence d'élite, en plus de la viande et des produits laitiers issus de la race.
Bonnie Lou Hendricks (université de l'Oklahoma) considère cette race comme commune,. Le guide Delachaux la cite comme répandue en Russie, bien que ses effectifs aient chuté. En 2007, il n'est pas menacé d'extinction.
Ce cheval est peu connu au niveau international,. Le Bachkir n'est élevé que dans sa région d'origine, une interdiction d'exportation des chevaux de race pure ayant été discutée en 2011. Il existe cependant un élevage de 950 chevaux en race pure tenu par des Kazakhs près de la Sylva.
Le nombre total de chevaux en Bachkirie cette même année (toutes races confondues) est estimé à 136 900 têtes, faisant alors de la Bachkirie la première région russe en nombre de chevaux. Cependant, la majorité de ce cheptel a été croisé avec d'autres races, la plupart des éleveurs ne pratiquant aucune sélection à la reproduction.

## Dans la culture
Du 11 au 13 août 2023, un festival dédié à cette race de chevaux comprenant des compétitions, des parades équestres et des exhibitions, a été organisé à Grafskoïe, en Bachkirie. Début 2024, un décret est signé pour rendre la tenue de ce festival annuelle, dans le but de « préserver et développer les traditions », en particulier celle du koumis. C'est ainsi qu'en 2024, le festival est organisé les 15 et 16 août, et comprend en plus des animations culturelles, une table ronde visant à développer l'élevage de ces chevaux et la commercialisation de viande de cheval et de koumis aux normes halal.